# Pilisvörösvár vasútállomás
Pilisvörösvár vasútállomás a vonallal egyidős történetű vasútállomások egyike az 1895-ben átadott Budapest–Esztergom-vasútvonalon, amit a Magyar Államvasutak Zrt. (MÁV) üzemeltet a Pest vármegyei Pilisvörösvár városában. Közúti megközelítését a 10-es főútból, annak 19+800-as kilométerszelvényénél délkelet felé kiágazó 11 303-as számú mellékút teszi lehetővé. Helyközi buszjáratok érintik. Weboldala: www.mavcsoport.hu
Áthaladó vasútvonal:
- Budapest–Esztergom-vasútvonal (2)

## Leírása

### Vágányhálózat

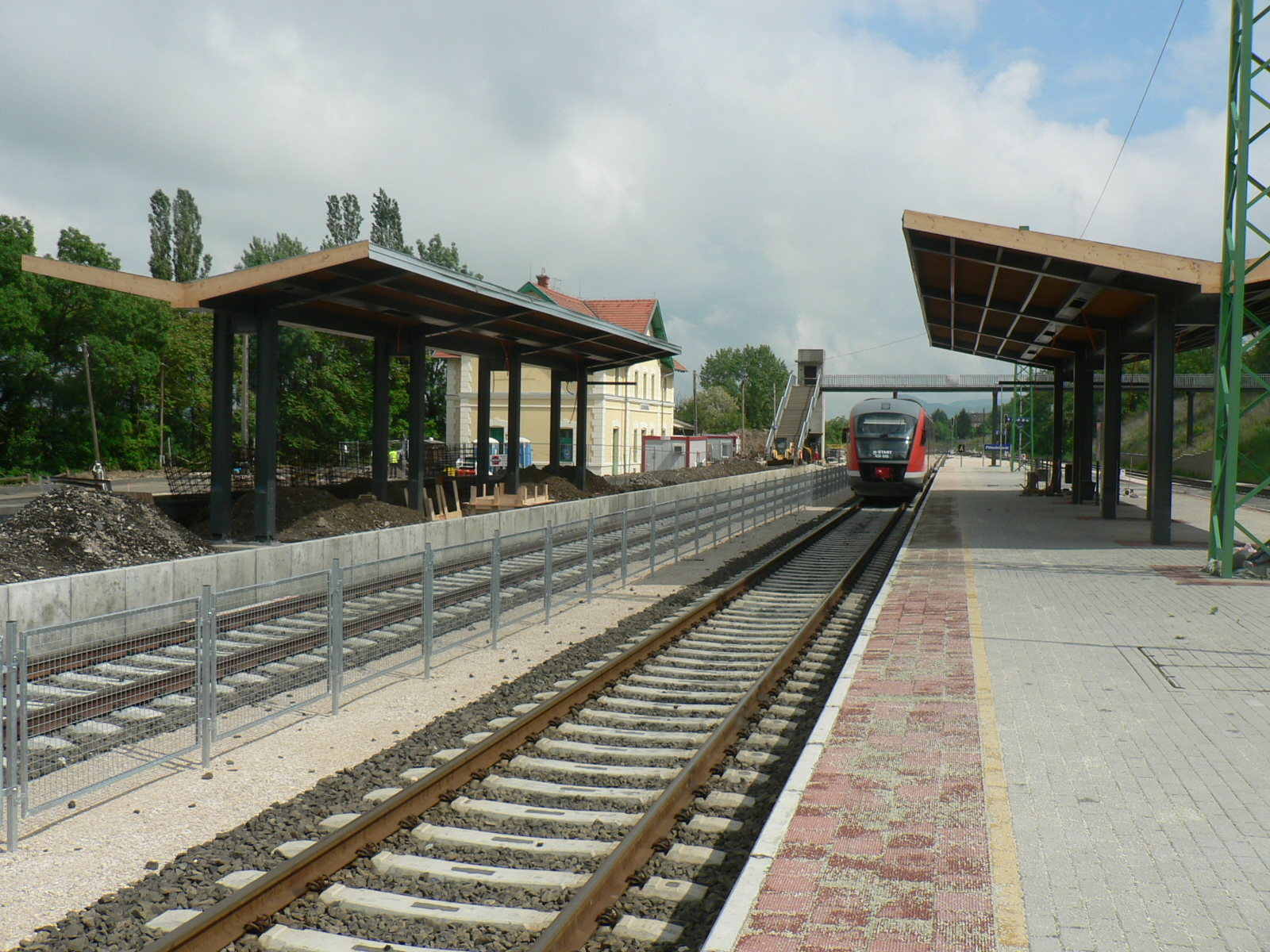
Az állomás a 10-es úti aluljáró irányából

A vasútvonal építésekor hatályos vasúti szabvány szerint állomási peronokat és kijárati jelzőket csak sík pálya mellé lehetett elhelyezni, ezért a pilisvörösvári vasútállomást kénytelenek voltak az akkori országúttól (a mai 10-es úttól) viszonylag jelentős távolságra kialakítani, ahova sok gyaloglással lehetett csak eljutni. A 2012-2015-ös vasútfelújítás keretében azonban sikerült elérni, hogy a kijárati jelzőket az állomás piliscsabai végéhez közelebb, már emelkedő szakaszon lehessen elhelyezni, így a szabványtól való eltérés lehetőségét kihasználva a peronokat is fel lehetett tolni egészen a 10-es úti új (aluljárós) keresztezésig. A peronok keleti végénél, a felvételi épület mellett egy új gyalogos felüljáró épült.
A vasútállomás területén korábban nemcsak utasforgalom zajlott, hanem a pilisszentiváni szénbányák egyikét kiszolgáló kötélpálya és a Vörösvártól nyugatra fekvő dolomitbányát kiszolgáló kisvasút rakodóállomása is itt működött. Miután az ilyen teherforgalmi rakodó tevékenység nagyrészt megszűnt, a vörösvári vasútállomás vágányainak számát is csökkentették. Néhány tartalék vágányt azért meghagytak (a két utasforgalmi célú vágányon felül további kettőt), az új közúti aluljáró fölött is három vágány halad át.

### Állomásépület

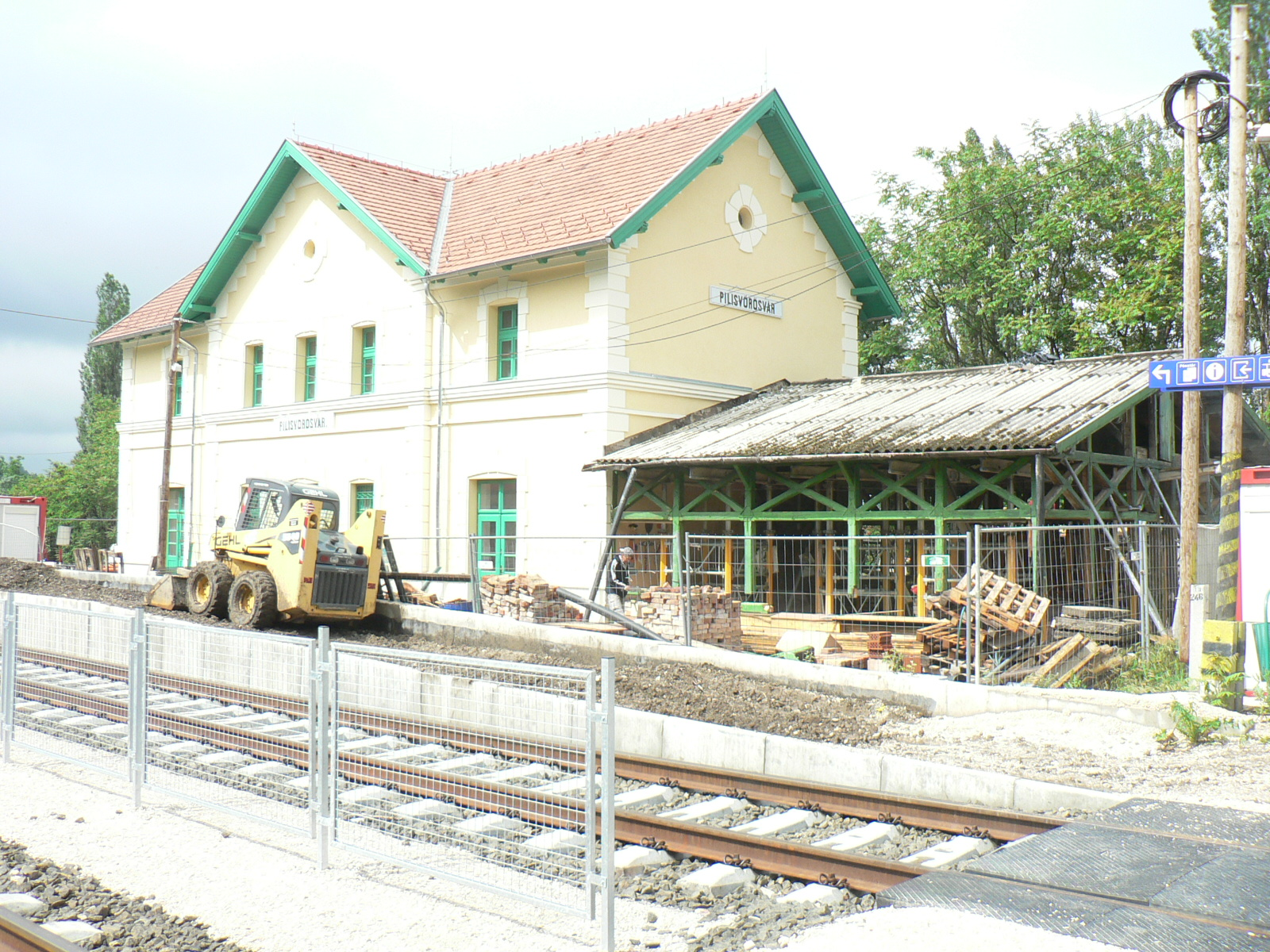
2015 nyarára felújították a nyári várót is

Az állomásépület a vasútvonallal egyidős, ma bejegyzett műemlék. Országszerte is ritkaságnak minősül az épület keleti oldalán álló, faszerkezetű épületrész, melyben resti üzemel, és amely még őrzi az egykori helyiérdekű vasutak számára készült típusterv fa kereszttartós és fakorlátos szerkezetét. Ezt az épületrészt – tekintetbe véve nemcsak a védett voltát, de azt is, hogy már az egész városban kevés, hasonló korú, eredeti szerkezetű, nem lakáscélú, értékes épület található – az eredeti szerkezet, sőt a korabeli színek megtartásával, műemléki, statikai és faanyagvédelmi szakvélemények alapján újították fel.

### Az állomás környéke

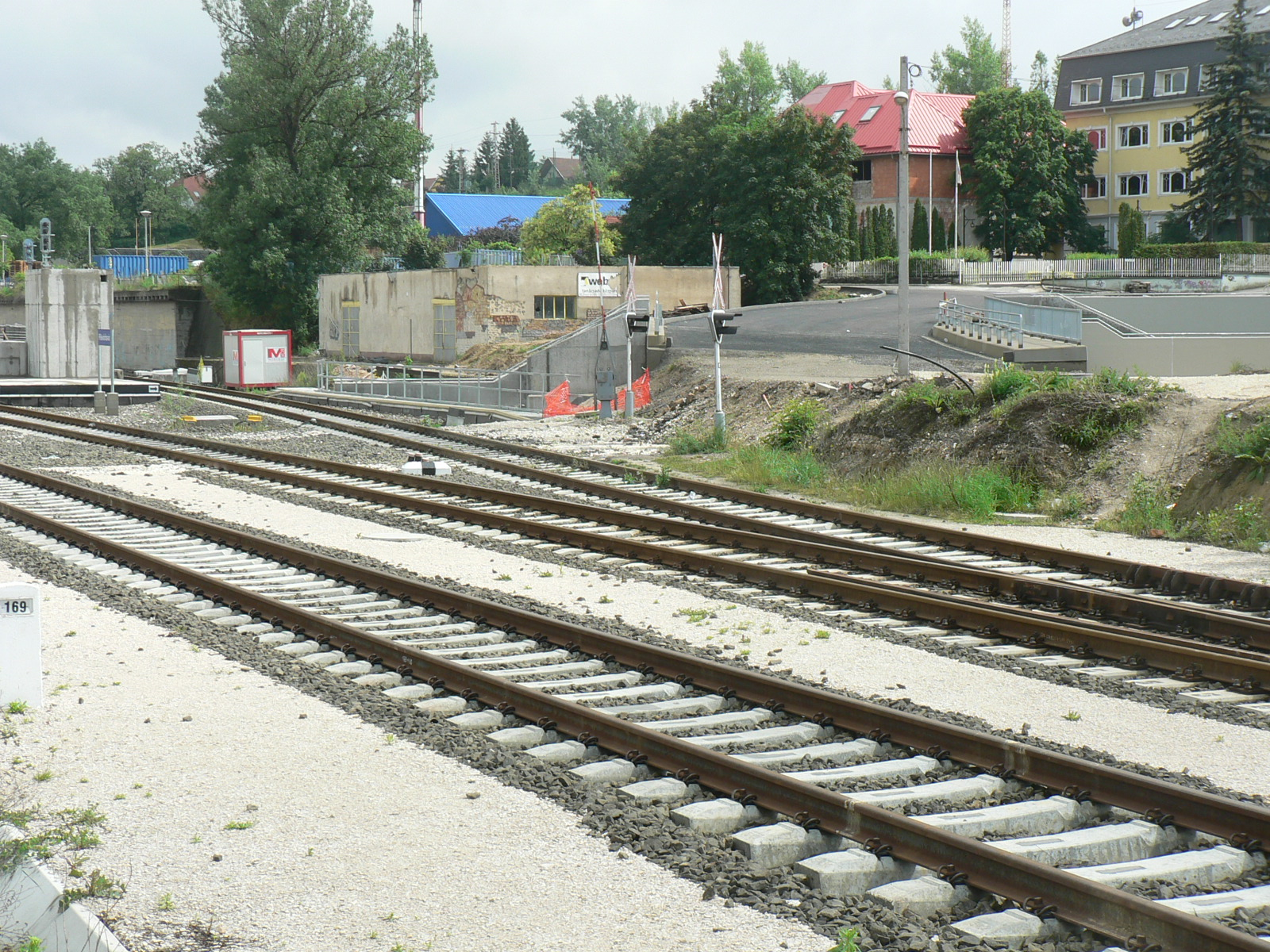
2015 tavaszán még állt a sorompó a szintbeli kereszteződés helyén

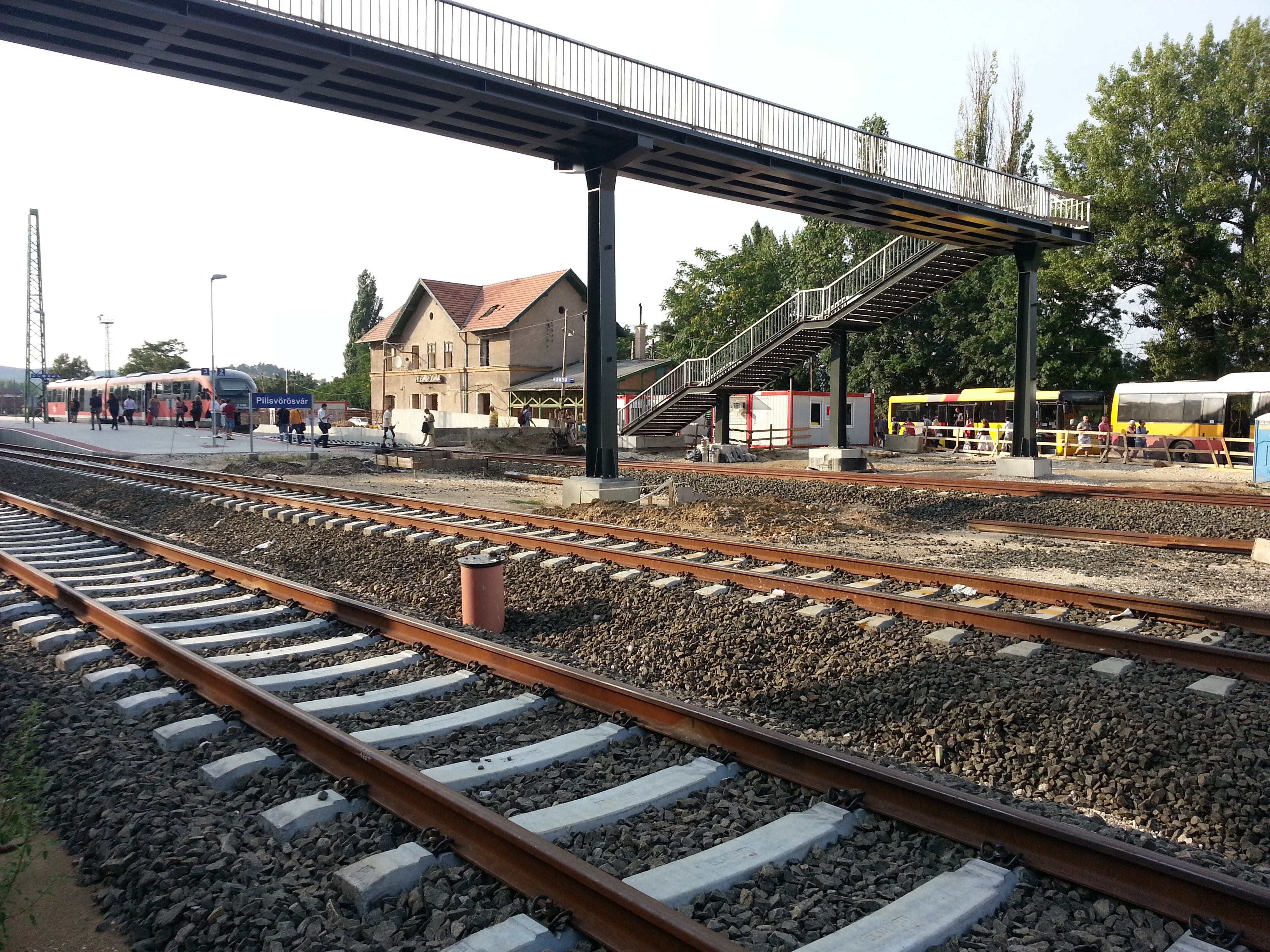
Új gyalogoshíd a 2014-ben átépítve átadott vasútállomáson

A pilisvörösvári vasútállomás közvetlen környezete a korábbi évtizedekben rendkívül elhanyagolttá vált, gazdátlanságot és gondozatlanságot mutatott, de a vasútvonal 2012-2015-ös átépítése során e téren is komoly fejlesztésekre került sor. Az állomásépület előtt buszfordulót, a közelben pedig parkolókat alakítottak ki, összesen kb. 150-160 parkolóállással.
A 10-es főút a pilisvörösvári állomás Piliscsaba felőli végén, a kijárat közelében érte el a vasútvonalat, ahol 2015-ig szintbeli, fény- és félsorompós átkelőhely működött. A vasút kétvágányúvá történő átépítése keretében ez a nagy forgalmú szintbeli átjáró is megszűnt, helyette közúti aluljáró épült, amelyben egyúttal kerékpárúttal kiegészített gyalogos járdát is kialakítottak, a vasút által szétválasztott városrészeket összekötő kapcsolatként. Az aluljáró járdájáról az új peronokra is fel lehet jutni.

## Megközelítés tömegközlekedéssel
- A vasútállomás előtt:  799, 821, 830, 831, 856, 8520, 8516
- A 10-es főúton:  799, 800, 821, 830, 831, 856

## Forgalom
| Járat | Útvonal | Gyakoriság                                                  |
| ----- | --- | ----------------------------------------------------------- |
| S72   | Budapest-Nyugati – Rákosrendező – Angyalföld – Újpest – Aquincum – Óbuda – Aranyvölgy – Üröm – Solymár – Szélhegy – Vörösvárbánya – Pilisvörösvár – Szabadságliget – Klotildliget – Piliscsaba – Magdolnavölgy – Pilisjászfalu – Piliscsév – Leányvár – Dorog – Esztergom-Kertváros – Esztergom | Hajnalban 30 percenként, késő este óránként                 |
| S72   | Budapest-Nyugati – (Rákosrendező →) Angyalföld – Újpest – Aquincum – Óbuda – Aranyvölgy – Üröm – Solymár – Szélhegy – Vörösvárbánya – Pilisvörösvár – Szabadságliget – Klotildliget – Piliscsaba                                                                                                | Munkanapokon reggel 3 Budapest felé, este 2 Piliscsaba felé |
| S76   | Rákos – Újpalota – Angyalföld – Újpest – Aquincum – (Óbuda) – Aranyvölgy – (Üröm) – Solymár – Szélhegy – Vörösvárbánya – Pilisvörösvár – Szabadságliget – Klotildliget – Piliscsaba | Munkanapokon félóránként, hétvégén óránként                 |
| Z72   | Budapest-Nyugati – Angyalföld – Újpest – Aquincum – Solymár – Pilisvörösvár – Piliscsaba (– Magdolnavölgy) – Pilisjászfalu – Piliscsév – Leányvár – Dorog – Esztergom-Kertváros – Esztergom | Hétköznap óránként                                          |
| Z72   | Budapest-Nyugati → Angyalföld → Újpest → Aquincum → Aranyvölgy → Solymár → Pilisvörösvár → Piliscsaba → Pilisjászfalu → Piliscsév → Leányvár → Dorog → Esztergom-Kertváros → Esztergom | Hétköznap reggel 1 Esztergom felé                           |
| Z72   | Budapest-Nyugati – Rákosrendező (– Vasútmúzeum) – Angyalföld – Újpest – Aquincum – Solymár – Pilisvörösvár – Piliscsaba (– Magdolnavölgy) – Pilisjászfalu – Piliscsév – Leányvár – Dorog – Esztergom-Kertváros – Esztergom                                                                      | Hétvégén óránként                                           |

## Érdekességek
- Itt forgatták Koltai Róbert Csocsó, avagy éljen május elseje! című filmvígjátékának vasúti jeleneteit.[5]